# Hyperchlorämie
Die Hyperchlorämie ist eine Elektrolytstörung mit abnormal erhöhter Konzentration von Chloriden im Blutserum.

## Ursache
Mögliche Ursachen sind:
- Nebennierenrindeninsuffizienz
- Durchfall (mit Bikarbonatverlust)
- Nierenversagen
- Renale tubuläre Azidose
- diabetische Ketoazidose
- Laktatazidose
- Metabolische Azidose
- Respiratorische Azidose
- Acetylsalicylsäure Überdosierung
- Carboanhydrasehemmer
- Vergiftung mit Ethylenglycol oder Methanol

## Klinische Erscheinungen, Diagnose und  Therapie
Oft liegen keine Symptome vor, Durst oder Muskelschwäche sind möglich.
Die Diagnose ergibt sich aus der Blutuntersuchung auf Elektrolyte.
Die Behandlung richtet sich gegen die zugrundeliegende Ursache.

## In der Veterinärmedizin
Die Störung tritt auch in der Tiermedizin auf. Typische Anzeichen beim Hund sind Abgeschlagenheit, Kollaps und Anfälle.